# Либерти (Канзас)
Либерти (енгл. Liberty) град је у америчкој савезној држави Канзас.

## Демографија
По попису из 2010. године број становника је 123, што је 28 (29,5%) становника више него 2000. године.
| Група             | 2000.      | 2010.       |
| Белци             | 81 (85,3%) | 110 (89,4%) |
| Афроамериканци    | 1 (1,1%)   | 0 (0,0%)    |
| Азијати           | 0 (0,0%)   | 0 (0,0%)    |
| Хиспаноамериканци | 0 (0,0%)   | 2 (1,6%)    |
| Укупно            | 95         | 123         |